# Régiment d'Illyrie
Le régiment d'Illyrie est un régiment d'infanterie légère levé dans les provinces Illyriennes qui servit dans les rangs de l'Armée napoléonienne.
Créée en 1810, l'unité fut dissoute le 17 novembre 1813 après voir pris part aux campagnes de Russie et d'Allemagne.

## Historique
Le régiment d'Illyrie fut levé par un décret du 16 novembre 1810. Un tiers de son cadre d'officiers était d'origine française, le reste se composant de Belges au service de l'Autriche et d'Autrichiens.
Dans une lettre datée du 11 janvier 1811, Napoléon donne au duc de Feltre (Clarke), ministre de la Guerre, des instructions précises quant à son organisation :

« Monsieur le duc de Feltre, je reçois votre lettre du 9 sur le régiment illyrien. Il est indispensable que vous me présentiez la nomination du colonel, du major, du quartier-maître, de l'adjudant-major et des quatre chefs de bataillon; que vous autorisiez le duc de Raguse à nommer provisoirement douze capitaines, douze lieutenants, douze sous-lieutenants, douze sergent-majors, et enfin à organiser les cadres des deux premiers bataillons. Mon intention est que les caporaux-fourriers soient français: on peut les prendre dans les lycées ou dans les régiments qui sont en Illyrie. Il faudrait prendre des jeunes gens des départements de la Roër ou du Rhin qui parlent allemand; ces deux bataillons se formeront à Gorin »

« Le ministre de l'Administration de la guerre doit prendre des moyens d'habillement dans les Provinces Illyriennes même s'il y en a. Vous prescrirez l'uniforme que doit porter le régiment. Aussitôt que le premier bataillon sera formé, vous le ferez diriger sur Alexandrie. On procédera ensuite à la formation du deuxième. Aussitôt que le troisième sera formé  on procédera à la formation du quatrième. »

« Vous ferez connaître au duc de Raguse que mon intention est qu'au mois d'avril ce régiment soit entièrement formé et puisse entrer en campagne. Il faut avoir soin que le colonel, le major, les chefs de bataillons le quartier-maître et les adjudants-majors que vous me proposerez parlent parfaitement la langue. »

En mai, Napoléon s'inquiète dans une lettre au ministre de la guerre des brevets des officiers :

« Je reçois votre lettre du 7 sur le régiment Illyrien. Tous les officiers sont-ils brevetés par moi ? Soumettez à ma nomination ceux qui ne le sont pas. Sur ce je prie Dieu qu’il vous ait en sa Sainte Garde. »

Par une lettre adressée à son ministre le 8 février 1813, l'Empereur réorganise et réaffecte le régiment en ces termes :

« Le régiment Illyrien était à 4 bataillons, il faut le reformer à 2 bataillons et un bataillon de dépôt. Donnez ordre que tous les cadres soient expédiés sur Erfurt. Le Général Doucet organisera un bon bataillon. À cet effet vous ferez partir 700 conscrits de Turin, qui se dirigeront sur Erfurt (...). Le Général Doucet gardera un cadre à Erfurt (...). J'approuve ce que vous avez déterminé pour les Croates. Le bataillon Illyrien, aussitôt qu'il sera formé sera réuni au 4e Corps et se rendra à Glogau comme les bataillons Croates et Portugais. Par ce moyen tout ce qu'il y a d'Illyrien, de Croate et de Portugais à l'Armée sera attaché au 4e Corps. »

## Commandants
En 1811, le régiment était commandé par le colonel Nicolas Schmitz déjà fait Officier de la Légion d'honneur dès novembre 1804 et promu général de brigade le 16 juin 1813. Il est alors remplacé par le colonel Jean Muller jusqu'à la dissolution du régiment. Schmitz fut blessé à deux reprises à la tête de ses troupes.

## Uniforme

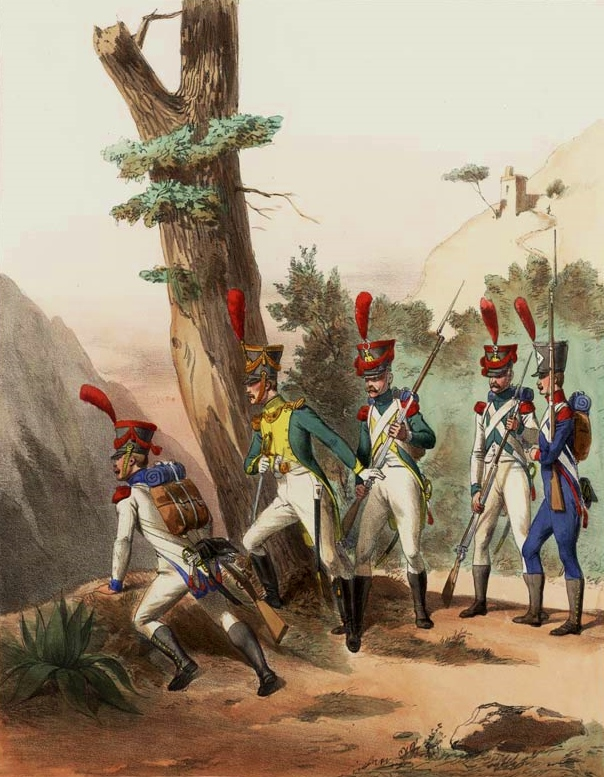
Les régiments étrangers de la Grande Armée d'après Marbot. À l'extrême droite, en bleu, le régiment d'Illyrie.

Le régiment portait l'uniforme bleu de l'infanterie légère avec des épaulettes rouges bordées d'un galon argenté.

## Campagnes

### Campagne de Russie
Pour un article plus général, voir Campagne de Russie.
En 1812, le régiment est de la campagne de Russie.
Muté à Turin, « c'est le jour de l'an que le régiment apprend sa destination future : la Russie. Ayant traversé les terres allemandes pendant 35 jours de marche, le régiment atteint sa destination première : Kovno en Pologne ». Mi-janvier, il est affecté à la 10e division, partie du « Corps d'Observation de l'Océan ».
Le régiment tient ensuite garnison à Vilna début juillet.  Le 20, il reçoit un ordre de marche l'assignant à la couverture de l'avance de la 10e division du 3e corps d'armée sous les ordres du maréchal Ney puis il prend part à la bataille d'Ostrovno. Par une lettre de l'Empereur datée de Dorogobouje du 16 août, le régiment est dirigé sur Minsk. « Le régiment d'Illyrie subit d'énormes pertes lors de la bataille de la Moskova avant de pouvoir marcher sur Moscou avec le reste de la Grande Armée, le 14 septembre 1812 ». Les Illyriens sont ensuite à Krasnoïe, Smorgny et Kowno.

### Campagne d'Allemagne
Pour un article plus général, voir Campagne d'Allemagne (1813).
En 1813, le régiment est à Juterbock, Leipzig et Hanau, dernière bataille à laquelle il prendra part avant sa dissolution en novembre.